# Oust-Labinsk
Oust-Labinsk (en russe : Усть-Лабинск) est une ville du kraï de Krasnodar, en Russie, et le centre administratif du raïon Oust-Labinski. Sa population s'élevait à 42 842 habitants en 2013.

## Géographie
Oust-Labinsk se trouve sur la rive droite du fleuve Kouban, au niveau de son point de confluence avec son affluent gauche, la Laba. En aval de la ville le Kouban s'élargit pour former le réservoir de Krasnodar, La ville est située à 57 km — 59 km par la route — au nord-est de Krasnodar.

## Histoire
Oust-Labinsk a d'abord été une forteresse russe, fondée en 1778 au nord du Caucase, dans le Kouban. En 1794, elle accéda au statut de stanitsa cosaque sous le nom d'Oust-Labinskaïa. En temps de paix, les habitants étaient pour la plupart des agriculteurs, ce qui n'a que peu changé au XXe siècle. En 1924, elle devint un centre administratif de raïon. Depuis 1958, Oust-Labinsk a le statut de ville.

## Population
Recensements (*) ou estimations de la population
| 1816  | 1897* | 1959*  | 1970*  | 1979*  |
| ----- | ----- | ------ | ------ | ------ |
| 1 731 | 5 100 | 30 212 | 35 604 | 39 151 |

| 1989*  | 2002*  | 2010*  | 2012   | 2013   |
| ------ | ------ | ------ | ------ | ------ |
| 41 759 | 43 824 | 43 270 | 43 083 | 42 842 |